# Eggersdorf bei Graz
Eggersdorf bei Graz è un comune austriaco di 6 466 abitanti nel distretto di Graz-Umgebung, in Stiria. Il 1º gennaio 2015 ha inglobato i precedenti comuni di Brodingberg, Hart-Purgstall e Höf-Präbach; ha lo status di comune mercato (Marktgemeinde).